# La via della prostituzione
La via della prostituzione è un film del 1978, diretto da Joe D'Amato. È considerato l'ultimo vero film della serie Emanuelle nera. Per l'ultima volta alla regia c'è Joe D'Amato.

## Trama
La fotoreporter Emanuelle e la sua amica Susan sono ospiti di un safari fotografico organizzato dal trafficante Rivetti per il principe Arauzani suo ospite.
Le due donne iniziano a indagare su un traffico di ragazze che vengono indotte alla prostituzione. Emanuelle decide di fingersi una prostituta, per indagare a fondo.
Dopo varie disavventure (ha vari rapporti sessuali e viene anche stuprata da più uomini insieme) in un bordello, riesce a scappare con le prove del traffico di schiave.
Il finale si conclude con Emanuelle che torna in America su una barca di pescatori, pagandosi il passaggio in prestazioni sessuali.

## Produzione
Il film fu girato a Roma, New York e in Kenya. alcune scene ambientate a New York, sono in realtà sequenze del precedente film Emanuelle e gli ultimi cannibali, per far combaciare le nuove riprese con quelle vecchie, gli attori Laura Gemser e Gabriele Tinti indossarono gli stessi vestiti. La lussuosa villa all'Olgiata (Roma) che compare nel film è la stessa dove furono realizzate alcune scene di Emanuelle in America.

## Distribuzione
La censura tagliò 60 metri (circa otto minuti) di pellicola. Tra le scene eliminate Emanuelle in compagnia di un transessuale e una sauna in compagnia di un onorevole.
Il film uscì in Francia come Emanuelle et les filles de madame Claude, in Germania Ovest come Sklavenmarkt der weissen Mädchen, in Spagna come Emanuelle y el imperio de las pasiones e negli Stati Uniti come Emanuelle and the White Slave Trade.